# 尼古拉·瓦西尔克
尼古拉·瓦西尔克（羅馬尼亞語：Neculai Vasilcă，1955年11月28日—），罗马尼亚男子手球运动员。他曾代表罗马尼亚参加1980年和1984年夏季奥林匹克运动会手球比赛，获得二枚铜牌。